# Standstead Mill Stream
Der Stanstead Mill Stream ist ein Wasserlauf in Hertfordshire, England. Er ist ein Nebenarm des River Lea. Er trennt sich südöstlich der Mündung des River Ash im Nordosten vom Hauptarm, der in diesem Bereich auch durch einen Kanalarm im Südwesten geteilt ist. Der Stanstead Mill Stream verläuft zunächst entlang der Amwell Nature Reserve in südöstlicher Richtung. Er fließt dann durch Standstead Abbots, um am südlichen Ende des Ortes wieder in den River Lea zu münden.